# Всесвітній день шоколаду

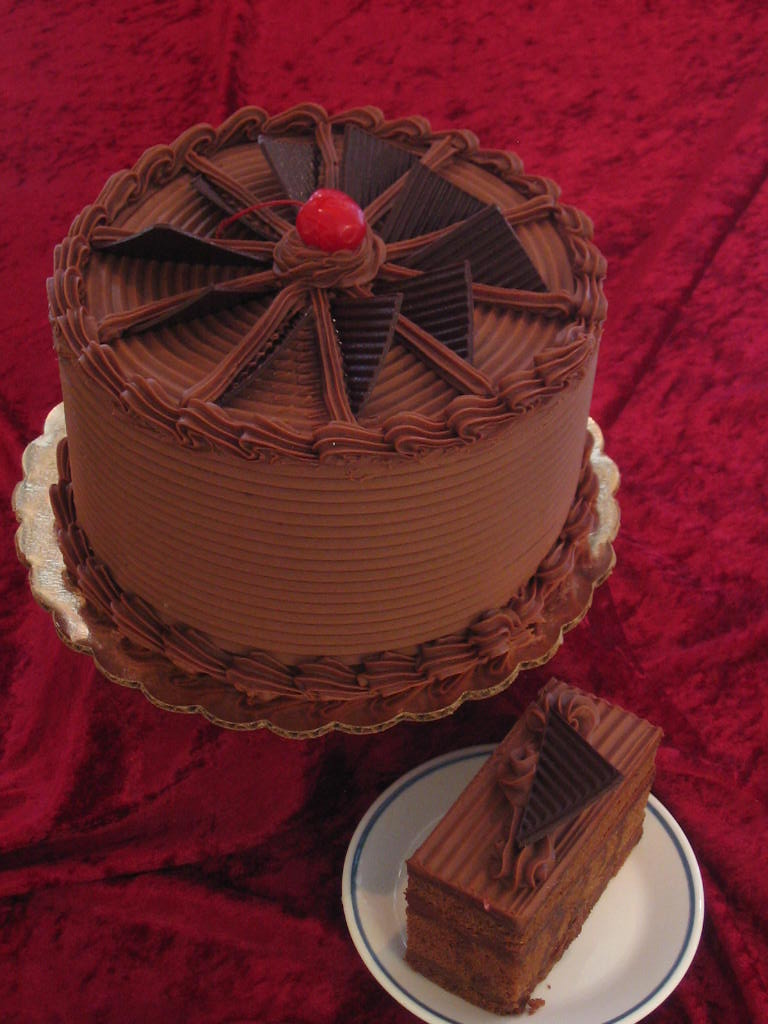
Шоколадний торт

Всесві́тній день шокола́ду (англ. World Chocolate Day) — свято відзначається щорічно 11 липня. Крім нього, існує ще один всесвітній день з такою ж назвою, який відзначають 13 вересня.

## Історія та святкування
Батьківщиною Всесвітнього дня шоколаду вважається Франція. Саме французи в 1995 році поклали початок цього свята.
Це молоде свято досить швидко здобуло популярність і, крім Франції, широко відзначається в Німеччині, Італії, Швейцарії та інших країнах як всередині Європейського союзу, так і за його межами.
В Україні День шоколаду найяскравіше святкують у Львові. 2016 року святкування відбувалось у березні.

### Національні дні шоколаду

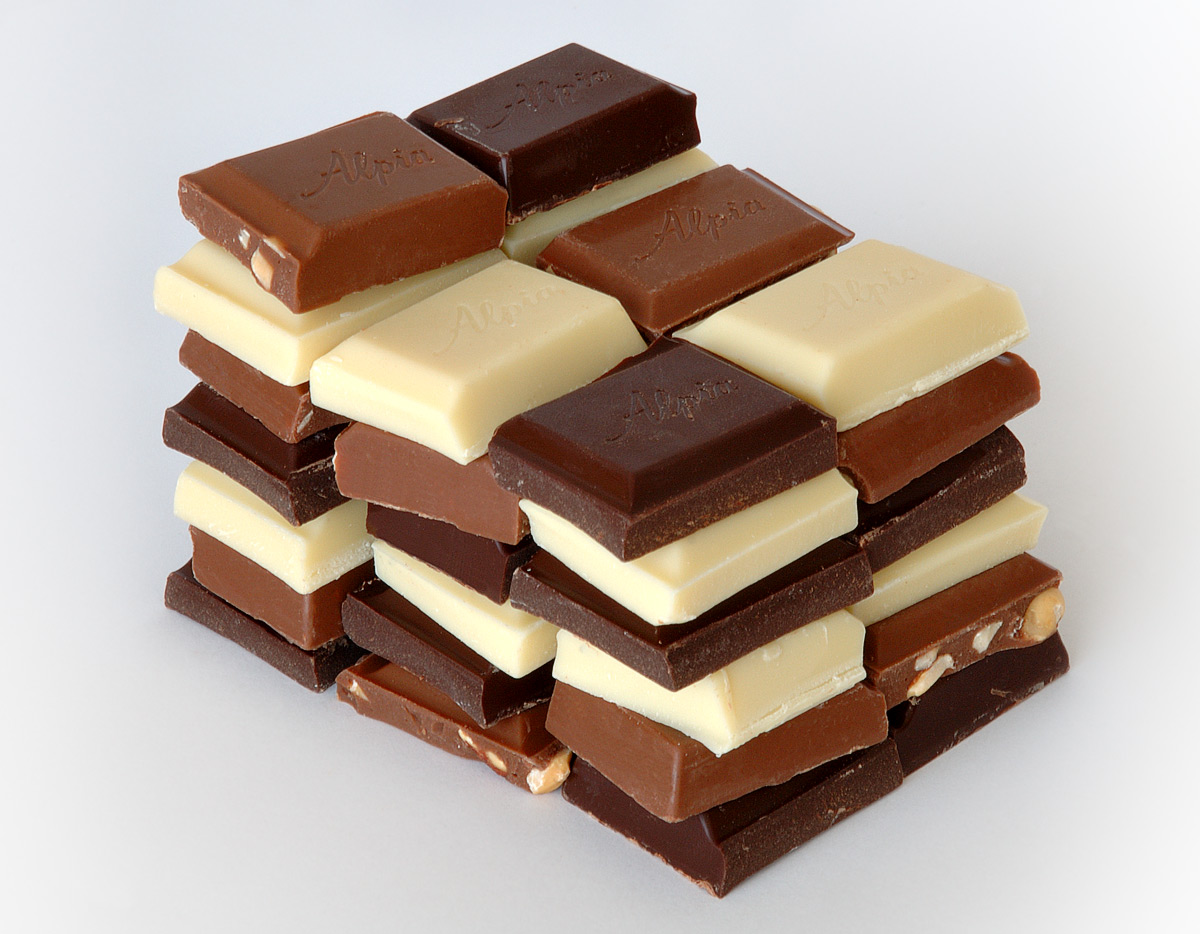
Кілька різновидів шоколадних плиток

Поряд із Всесвітнім днем шоколаду існують й інші, менш глобальні, але не менш солодкі дати, присвячені цьому продукту. Так, у Сполучених Штатах, крім всесвітнього дня шоколаду, щорічно відзначають ще два загальнонаціональні «шоколадні дні»: 7 липня і 28 жовтня.